# Hamoukar
Hamoukar (conocido localmente como Khirbat al-Fakhar) es un gran sitio arqueológico ubicado en la región de Jazira, en el noreste de Siria (gobernación de Hasaka), cerca de las fronteras con Irak y Turquía. El asentamiento temprano se remonta al quinto milenio a. C. y existió simultáneamente con las culturas El Obeid y Uruk. Fue un gran centro de producción de obsidiana. En el tercer milenio fue una de las ciudades más grandes del norte de Mesopotamia y tenía una extensión de 105 hectáreas.

## Historia
Los orígenes de los asentamientos urbanos se han atribuido generalmente a las sociedades ribereñas del sur de Mesopotamia (en lo que hoy es el sur de Irak). Esta es la zona de la antigua Sumeria, donde alrededor del 4000 a. C. surgieron las ciudades mesopotámicas de Ur y Uruk. En 2007, tras los descubrimientos en Hamoukar, algunos arqueólogos argumentaron que la cuna de la civilización podría haberse extendido más arriba del río Tigris e incluir la parte del norte de Siria donde se encuentra Hamoukar.
En el período Calcolítico Tardío II (V milenio a. C.), el sitio mantuvo una ocupación estacional o dispersa que abarcaba unas 280 hectáreas. Como centro urbano, Tell Hamoulkar fue ocupado por primera vez a principios del IV milenio a. C. y experimentó un importante crecimiento a mediados del III milenio a. C. durante el período Uruk. La ocupación, en menor escala, continuó durante el período de Nínive 5 en la primera mitad del segundo milenio y posteriormente, y el sitio fue abandonado al final de ese milenio.
Otros sitios contemporáneos tempranos en esta área son Chagar Bazar, Tell Arbid y el sitio multiperíodo de Tell Brak.

## Arqueología
El sitio consta de un gran montículo de unas 15 hectáreas (que alcanza una altura de 18 m sobre la llanura y fue colonizado por primera vez a principios del cuarto milenio a. C.) y una ciudad baja de 5 m de altura en tres lados que fue ocupada a partir de mediados del tercer milenio a. C. y llevó el sitio a su máximo de 98 hectáreas. Hay tres submontículos nombrados en el sitio: Tell al-Sara, Tell al-Duwaym y Tell al-Tamr, además de Tell Mas'ada que se encuentra justo fuera del límite del sitio. La extensión sur del montículo también se conoce como Khirbet al-Fakhar. La arqueología data esta zona a mediados del V milenio a. C., aunque las dataciones de radiocarbono apuntan a finales del V milenio a. C. Aproximadamente 40 hectáreas del sitio están cubiertas por el pueblo moderno de al-Hurriya, incluyendo caminos pavimentados y casas de adobe.
El sitio fue examinado y descrito por primera vez por Van Liere y Lauffray en la década de 1950, observando una meseta de dos escalones con una zanja a 100 metros del pie del montículo. En 1963 se publicó un plano a escala, basado en fotografías aéreas, que estimaba la superficie del montículo en 116 hectáreas y la superficie dentro de la depresión circular en 216 hectáreas. Debido a su gran tamaño, Van Liere lo propuso como ubicación de la ciudad perdida mesopotámica de Waššukanni. Las excavaciones, realizadas por una expedición conjunta sirio-estadounidense (del Instituto Oriental de la Universidad de Chicago y la Dirección General de Antigüedades de Siria), comenzaron en 1999 y finalizaron en 2010. El trabajo inicial en 1999 incluyó un estudio intensivo de la superficie basado en cuadrados de 10 por 10 metros. La excavación fue dirigida inicialmente por McGuire Gibson y más tarde por Clemens D. Reichel. El sitio fue abandonado a finales del tercer milenio antes de Cristo. Durante las excavaciones de 2001, se descubrió que una zanja de 400 metros cuadrados abierta en la zona residencial de la ciudad baja era próspera y que había sido saqueada y abandonada en ese momento.
En el lugar se han encontrado miles de sellos de arcilla que indican la existencia de un complejo sistema burocrático. Estos sellos antiguamente se utilizaban para proteger puertas o contenedores contra manipulaciones y estaban impresos con sellos de estampación. En el Instituto Oriental de Chicago se pueden ver artefactos de Hamoukar. En Tell Hamoukar se han encontrado ídolos con forma de ojo realizados en alabastro o hueso. También se han encontrado ídolos oculares similares del mismo período en Tell Brak, el asentamiento más grande del período Calcolítico tardío de Siria.

## Obsidiana
Se han encontrado fragmentos de obsidiana en un área de 280 hectáreas, así como talleres de obsidiana ubicados en una sección de la ciudad baja, lo que indica la existencia de instalaciones de producción tanto de armas como de herramientas fabricadas con este material. Se utilizaron al menos varios siglos antes de la destrucción de la ciudad del tercer milenio a. C., en torno al año 3500 a. C. La roca volcánica de este tipo no se encuentra en la zona de Hamoukar, por lo que debe haber sido importada. Los yacimientos más cercanos se encuentran en la zona del monte Nemrut (en la actual Turquía), a unos 170 km al norte de la ciudad. Esto lo confirma el análisis químico de la obsidiana.
Los hallazgos fueron una sorpresa para muchos arqueólogos, ya que indican la existencia de redes comerciales independientes en el norte de Mesopotamia fuera de la influencia de las ciudades del sur, como Ur y Uruk.

## Asentamiento protourbano
Entre 4400-3800 a. C., se desarrolló una considerable complejidad social en el norte de Mesopotamia, que abarcó también los estilos de metalistería y cerámica. El asentamiento urbano temprano de Hamoukar (Khirbat al-Fakhar) en esta época ha sido descrito como «una vasta dispersión baja o plana de cerámica y obsidiana». La densidad de población era muy baja en esa etapa, por lo que se trató más bien de una dispersión de varios sitios pequeños en la misma área. La misma descripción se aplica también al asentamiento más antiguo de Tell Brak:
... Nuevos indicadores de complejidad social aparecieron simultáneamente con la dramática expansión de los asentamientos en Brak y Khirbat al-Fakhar, aunque no en la forma conocida en períodos posteriores de la historia del norte de Mesopotamia. Ambos eran asentamientos “protourbanos” extensos, de densidad baja o variable, con pocos paralelos en otras partes del Cercano Oriente.
Durante estos períodos del Calcolítico Tardío 1 y 2 (LC1-2), Khirbat al-Fakhar ya alcanzó un tamaño masivo de 300 hectáreas, siendo más grande que el propio Uruk en ese mismo momento.

## La primera guerra urbana
Los trabajos de excavación realizados en 2005 y 2006 mostraron que Hamoukar fue destruido alrededor de 3500 a. C. Esta puede ser la evidencia de la guerra urbana más antigua atestiguada hasta ahora en el registro arqueológico del Cercano Oriente. Se han encontrado hondas y miles de balas de arcilla, lo que indica un asedio, junto con signos generalizados de destrucción. La fuerza responsable de la destrucción es incierta, aunque la ciudad puede haber sido víctima de la expansión de Uruk desde el sur, ya que la siguiente capa de ocupación es de la cultura Uruk. Las excavaciones contenidas en 2008 y 2010 intentaron ampliar esta área.